# Далакян, Артём Камоевич
Артём Камоевич Далакян  (укр. Артем Далакян; род. 10 августа 1987 Баку) — украинский боксёр профессионал, экс- чемпион мира по версии WBA (2018 - 2024). По версии BoxRec занимал на 1 августа 2020 года 7 место (12.94 очков) среди боксёров наилегчайшего веса (до 50.8 кг или 112 фунтов) и 481 место среди боксёров вне весовой категории.

## Биография
Артём Далакян родился 10 августа 1987 года в Баку (ныне Азербайджан). В 1991 году из-за Карабахского конфликта, семья переехала в Запорожье, а затем в Днепропетровск. Изначально занимался борьбой и тхэквондо. С 13 лет начал заниматься боксом. Когда Далакян учился в 10-м классе, его пригласили переехать в Донецк и выступать за «Спортивный клуб Елисеева».

### Любительская карьера
В любителях провёл множество боёв, победил на чемпионате мира среди военнослужащих.Был удостоен звание
мсмк.Долгое время находился в сборной Украины по боксу,но в основном являлся 2 или 3 номером. Так как в Украине в его весе был очень сильный боксёр Георгий Чигаев-бывший капитан сборной Украины,участник олимпиады 2008,чемпион и серебряный призёр чемпионата европы-2008,2010 и 9 кратный чемпион Украины.В 2018 после того как Артём Далакян завоевал пояс чемпиона мира по версии WBA в бою с тайцем Sirichai Thaien с рекордом 50 побед и 3 поражение. Министерство спорта Украины приняло решение присвоить ему звание заслуженного мастера спорта.

### 2011 год
В 2011 году перешёл в профессиональный бокс. Дебютировал в Донецке выиграв нокаутом в 3 раунде Артура Оганесяна также дебютанта в боксе.

### 2012 год
10 января в Донецке Артем выиграл единогласным решением судей (40-36 40-32 40-35) россиянина Сергея Тасимова (10-39-2) . 2 мая в Донецке выиграл нокаутом в 6 раунде грузина Левона Гарибашвили (5-11-2). 21 июня в Донецке выиграл нокаутом в 4 раунде Сергея Чекалова (0-1-0). 27 июля в Донецке выиграл единогласным решением судей (60-55 60-54 60-55) Кирилла Коломойцева (0-2-0). 10 ноября в Донецке выиграл нокаутом во 2 раунде болгарина Галина Паунова (2-4-0).

### 2013 год
5 апреля в Донецке выиграл нокаутом в 1 раунде венгра Давида Кансалаеса (10-4-0) и завоевал вакантный  титул WBA International. 24 августа в Донецке провёл первую защиту титула победив единогласным решением судей (120-105 120-106 119-106) филиппинца Жуана Паришима (11-3-1). Вскоре из-за невозможности провести защиту Далакян был его лишён.

### 2014 год
24 января в Донецке во второй раз выиграл но уже нокаутом в 8 раунде Кирилла Коломойцева (0-4-0). 22 ноября в Броварах выиграл нокаутом  во втором раунде грузина Малхаза Татришвили (4-5-0). 

### 2015 год
17 июля в Киеве Далакян завоевал вакантный титул континентального чемпиона WBA выиграв единогласным решением судей (118-110 118-110 118-110) непобеждённого испанца Анхеля Морену (8-0-2). 5 декабря в Киеве провёл первую защиту выиграв нокаутом в 1 раунде венгра Роберта Кансалаеса (11-5-0). 

### 2016 год
В 2016 году Артем провёл две защиты титула, сперва 14 мая выиграл нокаутом в 8 раунде бывшего претендента на титул WBA (проиграл в 2010 году Даики Камеда) румын Сильвио Ольтеаану (16-9-1), и 6 ноября выиграл нокаутом в 3 раунде венгра Йосефа Ажтая (18-4-0).

### 2017 год
Провёл одну защиту титула выиграв нокаутом в 6 раунде мексиканца Луиса Мануэля Макиаса (9-3-2).
В августе 2017 года WBA обязала чемпиона мира в наилегчайшем весе (до 50,8 кг) Кадзуто Иока (22-1, 13 КО) в течение 9 месяцев провести обязательную защиту титула против первого номера рейтинга организации Далакяна. В ноябре 2017 японец отказался от пояса. 

### 2018 год

#### Завоевание титула
Бой за полноценный титул WBA провел против экс-чемпиона мира в двух весовых категориях американца Брайана Вилории (38-5, 23 КО) который занимал 3-е место в рейтинге, а Далакян - второе. Поединок прошел в Инглвуде, (Калифорния, США). Украинец победил единогласным судейским решением. Далакян контроллировал дистанцию и темп боя, был быстрее и активней Вилории. В середине поединка американец смог чуть выровнял бой, но существенных успехов добиться не смог. Финальный отрезок остался за украинцем. Судейский решение: 118:110 единогласно в пользу Далакяна и полноценный пояс WBA в наилегчайшем весе (до 50,8 кг) уходит к нему.
17 июня 2018 года провёл первую защиту титула против Сиричаи Таийена (50-3), победив его техническим нокаутом в 8 раунде.

### 2021 год
20 ноября 2021 года в Киеве (Украина) успешно защитил титул в рамках вечера бокса промоутерской компании Union Boxing Promotion. Соперник обязательный претендент из Панамы, экс-чемпион, обладатель временного пояса (WBA Interim) Луис Консепсьон (39-9, 28 КО) не продержался всю дистанцию. Бой проходил с явным преимуществом Далакяна который дважды в пятом раунде смог отправить панамца в нокдун. Луис сумел продолжить встречу, но в 9-м раунде снова оказался в нокдауне, после серии пропущенных ударов угол соперника выкинул полотеце в знак сдачи. ТКО 9. Пятая защита Далакяна.

### 2023 год
28 января 2023 года на Wembley Arena, (Лондон, Англия) победил обязательного претендента на свой пояс WBA костариканца Давида Хименеса (12-1, 9 КО). Спокойным выдался только первый раунд боя где оба бойца присматривались друг к другу. Со второго раунда бой имел конкурентный характер: чемпион по итогам всей дистанции был более эффективен, однако претендент смог предложить максимальную оппозицию. Далакян отрабатывал на ногах и джебом, по ходу боя несколько раз меняя стратегию. От работы первым номером до работы на контратаках либо от джеба без обострений. Чемионские раунды  прошли в размене с обоюдными попаданиями. Близкое судейское решение отдали в пользу чемпиона: 115-113 (дважды) и 116-112.

### 2024 год

#### Потеря титула
23 января 2024 года на арене «EDION Arena» в Осаке (Япония) встретился с ещё одним обязательным претендентом местным боксером Сеиго Акуи (19-2-1, 11 КО).
Акуи был более активен и прессинговал заняв центр ринга. Далакян не смотря на удачные моменты был слишком пассивен, чтобы остановить агрессивного претендента который забирал раунд за раундом. У чемпиона было несколько хороших раундов, но японец забирал свои выигранные отрезки намного уверенней. По итогам 12 раундов счёт судей составил: 116-112, 117-111 и 119-109 в пользу претендента.

## Статистика профессиональных боёв
В таблице перечислены результаты всех поединков боксёров.
В каждой строке указан результат поединка. Дополнительно номер поединка обозначен цветом, который обозначает итог поединка. Расшифровка обозначений и цветов представлена в нижеследующей таблице.
| Пример | Расшифровка                     |
| ------ | ------------------------------- |
|        | Победа                          |
|        | Ничья                           |
|        | Поражение                       |
|        | Планируемый поединок            |
|        | Поединок признан несостоявшимся |
| КО     | Нокаут                          |
| ТКО    | Технический нокаут              |
| PTS    | Решение судей (по очкам)        |
| UD     | Единогласное решение судей      |
| MD     | Решение большинства судей       |
| SD     | Раздельное решение судей        |
| RTD    | Отказ от продолжения боя        |
| DQ     | Дисквалификация                 |
| NC     | Поединок признан несостоявшимся |

| 23 поединка, 22 победы, 1 поражение (15 нокаутом). | 23 поединка, 22 победы, 1 поражение (15 нокаутом). | 23 поединка, 22 победы, 1 поражение (15 нокаутом). | 23 поединка, 22 победы, 1 поражение (15 нокаутом). | 23 поединка, 22 победы, 1 поражение (15 нокаутом).     | 23 поединка, 22 победы, 1 поражение (15 нокаутом). | 23 поединка, 22 победы, 1 поражение (15 нокаутом).                                                                          |
| Бой                                                | Рекорд                                             | Дата                                               | Соперник                                           | Место                                                  | Результат                                          | Примечания |
| -------------------------------------------------- | -------------------------------------------------- | -------------------------------------------------- | -------------------------------------------------- | ------------------------------------------------------ | -------------------------------------------------- | --- |
| 23                                                 | 22-1,15 КО                                         | 23 января 2024                                     | Сеиго Акуи (18-2-1)                                | Токио, Япония                                          | UD 12                                              | Утратил титул чемпиона мира по версии WBA (7-я защита Далакяна) в наилегчайшкм весе. Счёт судей: 116-112, 117-111 и 119-109 |
| 22                                                 | 22-0, 15 KO                                        | 28 января 2023                                     | Давид Хименес (12-0)                               | Уэмбли Арена, Лондон, Великобритания                   | UD 12                                              | Бой за титул чемпиона мира по версии WBA (6-я защита Далакяна) в наилегчайшкм весе.                                         |
| 21                                                 | 21-0, 15 КО                                        | 20 ноября 2021                                     | Луис Консепсьон (39-8)                             | AKKO International, Киев, Украина                      | TKO 9 (12), 0:41                                   | Бой за титул чемпиона мира по версии WBA (5-я защита Далакяна) в наилегчайшкм весе.                                         |
| 20                                                 | 20-0, 14 KO                                        | 8 февраля 2020                                     | Хосбер Перес (17-2)                                | Конгрессно-выставочный центр «Парковый», Киев, Украина | UD 12                                              | Бой за титул чемпиона мира по версии WBA (4-я защита Далакяна) в наилегчайшкм весе.                                         |
| 19                                                 | 19-0, 14 KO                                        | 15 июня 2019                                       | Саравут Таворнхам (20-1)                           | Конгрессно-выставочный центр «Парковый», Киев, Украина | TKO 10 (12), 2:08                                  | Бой за титул чемпиона мира по версии WBA (3-я защита Далакяна) в наилегчайшкм весе.                                         |
| 18                                                 | 18-0, 13 KO                                        | 15 декабря 2018                                    | Грегорио Леброн (21-4)                             | Конгресно-выставочный центр "Парковый", Киев, Украина  | TKO 5 (12), 2:46                                   | Бой за титул чемпиона мира по версии WBA (2-я защита Далакяна) в наилегчайшкм весе.                                         |
| 17                                                 | 17-0, 12 KO                                        | 17 июня 2018                                       | Сиричай Тайен (50-3-0)                             | Конгресно-выставочный центр "Парковый", Киев, Украина  | TKO 8 (12), 2:54                                   | Бой за титул чемпиона мира по версии WBA (1-я защита Далакяна) в наилегчайшкм весе.                                         |
| 16                                                 | 16-0, 11 KO                                        | 24 февраля 2018                                    | Брайан Вилория (38-5)                              | Форум, Инглвуд, Калифорния, США                        | UD 12                                              | Бой за вакантный титул чемпиона мира по версии WBA в наилегчайшкм весе.                                                     |
| 15                                                 | 15-0, 11 KO                                        | 22 апреля 2017                                     | Луси Мануэль Макиас (9-3-2)                        | Конгресно-выставочный центр "Парковый", Киев, Украина  | KO 6 (12), 2:31                                    | Бой за титул чемпиона по версии WBA Continental (4-я защита Далакяна) в наилегчайшкм весе.                                  |
| 14                                                 | 14-0, 10 KO                                        | 6 ноября 2016                                      | Йосеф Ажтай (18-4)                                 | Киев, Украина                                          | TKO 3 (12), 2:28                                   | Бой за титул чемпиона по версии WBA Continental (3-я защита Далакяна) в наилегчайшкм весе.                                  |
| 13                                                 | 13-0, 9 KO                                         | 14 мая 2016                                        | Сильвио Ольтеаану (16-9-1)                         | Конгресно-выставочный центр "Парковый", Киев, Украина  | TKO 8 (12), 2:10                                   | Бой за титул чемпиона по версии WBA Continental (2-я защита Далакяна) в наилегчайшкм весе.                                  |
| 12                                                 | 12-0, 8 KO                                         | 5 декабря 2015                                     | Роберт Кансалаес (11-5)                            | Конгресно-выставочный центр "Парковый", Киев, Украина  | TKO 1 (12), 2:24                                   | Бой за титул чемпиона по версии WBA Continental (1-я защита Далакяна) в наилегчайшкм весе.                                  |
| 11                                                 | 11-0, 7 KO                                         | 17 июля 2015                                       | Анхель Морено (8-0-2)                              | AKKO International, Киев, Украина                      | UD 12                                              | Бой за вакантный титул чемпиона по версии WBA Continental в наилегчайшкм весе.                                              |
| 10                                                 | 10-0, 7 KO                                         | 22 ноября 2014                                     | Малхаз Татришвили (8-6)                            | Ice Palace, Бровары, Украина                           | TKO 2 (8), 1:01                                    | |
| 9                                                  | 9-0, 6 KO                                          | 24 января 2014                                     | Кирилл Коломойцев (2) (0-4)                        | Дворец спорта «Дружба» Донецк, Украина                 | TKO 8 (8), 1:32                                    | |
| 8                                                  | 8-0, 5 KO                                          | 28 августа 2013                                    | Жуан Паришима (11-3-1)                             | Донбасс Арена Донецк, Украина                          | UD 12                                              | Бой за титул интернационального чемпиона по версии WBA (1-я защита Далакяна) в наилегчайшкм весе.                           |
| 7                                                  | 7-0, 5 KO                                          | 5 апреля 2013                                      | Давид Кансалаес (10-2)                             | Донецк, Украина                                        | KO 1 (12)                                          | Бой за вакантный титул интернационального чемпиона по версии WBA в наилегчайшкм весе.                                       |
| 6                                                  | 6-0, 4 KO                                          | 10 ноября 2012                                     | Галин Паунов (2-4)                                 | Дворец спорта «Дружба», Донецк, Украина                | TKO 2 (6), 2:37                                    | |
| 5                                                  | 5-0, 3 KO                                          | 27 июля 2012                                       | Кирилл Коломойцев (0-2)                            | Дворец спорта "Динамо", Донецк, Украина                | UD 6                                               | |
| 4                                                  | 4-0, 3 KO                                          | 21 июня 2012                                       | Сергей Чекалов (0-1)                               | Дворец спорта "Динамо", Донецк, Украина                | TKO 4 (6), 2:54                                    | |
| 3                                                  | 3-0, 2 KO                                          | 2 мая 2012                                         | Левон Гарибашвили (9-11-2)                         | SportMax, Донецк, Украина                              | TKO 4 (6), 1:44                                    | |
| 2                                                  | 2-0, 1 KO                                          | 10 января 2012                                     | Сергей Тасимов (10-39-2)                           | Дворец спорта «Дружба», Донецк, Украина                | UD 4                                               | |
| 1                                                  | 1-0, 1 KO                                          | 26 августа 2011                                    | Артур Оганесян (0-0)                               | Донбасс Арена, Донецк, Украина                         | TKO 3 (4), 2:00                                    | Профессиональный дебют. |
| Бой                                                | Рекорд                                             | Дата                                               | Соперник                                           | Место                                                  | Результат                                          | Примечания |